# Helix (Fernsehserie)
Helix ist eine US-amerikanische Science-Fiction-Fernsehserie, die zwischen dem 10. Januar 2014 und 29. April 2015 auf dem US-Sender Syfy ausgestrahlt wurde. Die Serie folgt einem Team von Wissenschaftlern, das auf einer Forschungsstation in der Arktis den Ausbruch eines Virus untersucht. Die Serie wurde nach zwei Staffeln eingestellt.

## Handlung

### Staffel 1
Die Handlung der Serie schildert die Erlebnisse von einem Team, bestehend aus Wissenschaftlern und Sicherheitspersonal, das in einem hochtechnologischen Forschungslabor in der Arktis operiert. Angeführt von Dr. Alan Farragut (Billy Campbell), dem Chef der US-amerikanischen Gesundheitsbehörde CDC, beschäftigt sich die Gruppe hauptsächlich mit dem Ausbruch einer Seuche. Die Initialzündung für die entsprechende Infektionskrankheit bildet ein Virus. Das besondere an jenem Virus ist jedoch seine Beschaffenheit. Nicht zuletzt versammeln sich hier Wissenschaftler aller Couleur, die als führende Persönlichkeiten auf ihrem Gebiet gelten.
Dennoch ist es bisher keinem gelungen, die von dem Virus ausgehende Gefahr unter Kontrolle zu bekommen. Im fortgeschrittenen Stadium könnte der Krankheitserreger die gesamte Menschheit ausrotten. Folglich ist Sicherheit das oberste Gebot der Stunde – niemand darf die Einrichtung ohne Erlaubnis verlassen oder betreten. Je weiter das Team seine Untersuchungen vorantreibt, desto gefährlicher wird die Lage. Schließlich eskaliert die Situation in der Arktis und es beginnt ein erbitterter Kampf um Leben und Tod. Nach und nach dezimiert sich die Belegschaft der Forschungseinrichtung und ein Entkommen aus der infizierten Hölle scheint unmöglich.

### Staffel 2
Die zweite Staffel spielt erneut an einem abgelegenen, isolierten Ort. Diesmal auf der Insel St. Germain, die von Mitgliedern einer religiösen Gemeinschaft bewohnt wird, die mehrere Generationen zurückreicht. Die zweite Staffel spielt etwa fünfzehn Monate nach den Ereignissen der ersten Staffel, mit regelmäßigen Sequenzen, die Ereignisse zeigen, die weitere dreißig Jahre später auf derselben Insel stattfinden. Alan, der auf seiner Suche nach Julia Unsterbliche verhört und dann getötet hat, wurde von der CDC in Misskredit gebracht. Peter leitet das dreiköpfige Team, das einen neuen Ausbruch auf der Insel untersucht. In der Zukunft befindet sich Julia auf ihrer eigenen Suche.

## Besetzung und Synchronisation
Die deutsche Synchronisation entsteht unter der Dialogregie von Klaus Bauschulte durch das Synchronunternehmen Berliner Synchron AG Wenzel Lüdecke in Berlin.

### Hauptbesetzung
| Rolle                   | Schauspieler    | Hauptrolle (Episoden) | Nebenrolle (Episoden) | Synchronsprecher |
| ----------------------- | --------------- | --------------------- | --------------------- | ---------------- |
| Dr. Alan Farragut       | Billy Campbell  | 1.01–2.13             |                       | Viktor Neumann   |
| Dr. Julia Walker        | Kyra Zagorsky   | 1.01–2.13             |                       | Claudia Gáldy    |
| Major Sergio Balleseros | Mark Ghanimé    | 1.01–2.11             |                       | Asad Schwarz     |
| Dr. Hiroshi Hatake      | Hiroyuki Sanada | 1.01–1.13             | 2.03–2.04             | Oliver Siebeck   |
| Dr. Kyle Sommer         | Matt Long       | 2.01–2.13             |                       | Jan Makino       |
| Dr. Sarah Jordan        | Jordan Hayes    |                       | 1.01–2.13             | Esra Vural       |
| Dr. Peter Farragut      | Neil Napier     |                       | 1.01–2.13             | Felix Würgler    |

### Nebenbesetzung
| Rolle                | Schauspieler        | Nebenrolle (Staffel) | Synchronsprecher  |
| -------------------- | ------------------- | -------------------- | ----------------- |
| Daniel Aerov         | Meegwun Fairbrother | 1–2                  | Jesco Wirthgen    |
| Dr. Doreen Boyle     | Catherine Lemieux   | 1–2                  | Peggy Sander      |
| Anana                | Luciana Carro       | 1                    | Mareile Moeller   |
| Dr. Haven            | Chimwemwe Miller    | 1                    | Sven Gerhardt     |
| Constance Sutton     | Jeri Ryan           | 1                    | Anke Reitzenstein |
| Schwester Amy        | Alison Louder       | 2                    | Amelie Plaas-Link |
| Schwester Ann        | Severn Thompson     | 2                    | Angela Ringer     |
| Bruder Michael       | Steven Weber        | 2                    | Wolfgang Wagner   |
| Landry               | Sean Tucker         | 2                    | Sven Fechner      |
| Olivia               | Sarah Booth         | 2                    | Dana Friedrich    |
| Soren                | Cameron Brodeur     | 2                    | Arne Kapfer       |
| Lt. Commander Winger | Patricia Summersett | 2                    | Vera Teltz        |

## Ausstrahlung

### Vereinigte Staaten
In den USA begann die Ausstrahlung der ersten Staffel auf Syfy am 10. Januar und wurde am 28. März 2014 beendet. Trotz der überschaubaren Einschaltquoten gab der Sender Ende März 2014 die Produktion einer zweiten Staffel mit 13 Episoden bekannt. Die Ausstrahlung dieser begann am 16. Januar 2015 bei Syfy. Aufgrund sinkender Quoten entschied sich der Sender im April 2015 dazu, der Serie keine dritte Staffel zu genehmigen und sie abzusetzen.

### Deutschland
Im deutschen Pay-TV war die Erstausstrahlung der ersten Staffel vom 10. April bis 3. Juli 2014, die der zweiten Staffel vom 20. Januar bis 20. April 2015 auf Syfy zu sehen. Ab dem 3. Februar 2016 wurde die Serie auf dem Free-TV-Sender ProSieben Maxx in Doppelfolgen ausgestrahlt.

## Episodenliste

### Staffel 1
| Nr. (ges.) | Nr. (St.) | Deutscher Titel             | Originaltitel  | Erstausstrahlung USA | Deutschsprachige Erstausstrahlung (D) | Regie             | Drehbuch                                                        |
| ---------- | --------- | --------------------------- | -------------- | -------------------- | ------------------------------------- | ----------------- | --------------------------------------------------------------- |
| 1          | 1         | Tod im ewigen Eis           | Pilot          | 10. Jan. 2014        | 10. Apr. 2014                         | Jeffrey Reiner    | Cameron Porsandeh                                               |
| 2          | 2         | Die Geister, die ich rief … | Vector         | 10. Jan. 2014        | 17. Apr. 2014                         | Brad Turner       | Keith Huff                                                      |
| 3          | 3         | Außer Kontrolle             | 274            | 17. Jan. 2014        | 24. Apr. 2014                         | Steven A. Adelson | Misha Green                                                     |
| 4          | 4         | Dicke Luft                  | Single Strand  | 24. Jan. 2014        | 1. Mai 2014                           | Duane Clark       | Handlung: Cameron Porsandeh Schauspiel: Javier Grillo-Marxuach  |
| 5          | 5         | Der weiße Raum              | The White Room | 31. Jan. 2014        | 8. Mai 2014                           | Duane Clark       | Misha Green                                                     |
| 6          | 6         | Auf Eis gelegt              | Aniqatiga      | 7. Feb. 2014         | 15. Mai 2014                          | Mike Rohl         | Adam Lash & Cori Uchida                                         |
| 7          | 7         | Die erste Überlebende?      | Survivor Zero  | 14. Feb. 2014        | 22. Mai 2014                          | Mike Rohl         | Sean Crouch                                                     |
| 8          | 8         | Blutsbande                  | Bloodline      | 21. Feb. 2014        | 29. Mai 2014                          | Bradley Walsh     | Mark Thomas Haslett                                             |
| 9          | 9         | Ebene X                     | Level X        | 28. Feb. 2014        | 5. Juni 2014                          | Bradley Walsh     | Sean Crouch                                                     |
| 10         | 10        | In Ewigkeit                 | Fushigi        | 7. März 2014         | 12. Juni 2014                         | Jeremiah Chechik  | Misha Green                                                     |
| 11         | 11        | Schwarzer Regen             | Black Rain     | 14. März 2014        | 19. Juni 2014                         | Jeremiah Chechik  | Tiffany Greschler & Javier Grillo-Marxuach                      |
| 12         | 12        | Blutige Ernte               | The Reaping    | 21. März 2014        | 26. Juni 2014                         | Brad Turner       | Handlung: Adam Lash & Cori Uchida Schauspiel: Cameron Porsandeh |
| 13         | 13        | Freund oder Feind           | Dans L’ombre   | 28. März 2014        | 3. Juli 2014                          | Brad Turner       | Handlung: Ed Decter Schauspiel: Steven Maeda                    |

### Staffel 2
| Nr. (ges.) | Nr. (St.) | Deutscher Titel   | Originaltitel     | Erstausstrahlung USA | Deutschsprachige Erstausstrahlung (D) | Regie               | Drehbuch                                |
| ---------- | --------- | ----------------- | ----------------- | -------------------- | ------------------------------------- | ------------------- | --------------------------------------- |
| 14         | 1         | San José          | San Jose          | 16. Jan. 2015        | 20. Jan. 2015                         | Steven A. Adelson   | Steven Maeda                            |
| 15         | 2         | Wiedervereinigung | Reunion           | 23. Jan. 2015        | 27. Jan. 2015                         | Steven A. Adelson   | Timothy J. Lea                          |
| 16         | 3         | Familientreffen   | Scion             | 30. Jan. 2015        | 3. Feb. 2015                          | Jeremiah S. Chechik | Allison Miller                          |
| 17         | 4         | Densho            | Densho            | 6. Feb. 2015         | 10. Feb. 2015                         | Jeremiah S. Chechik | Tiffany Greshler                        |
| 18         | 5         | Das Verlies       | Oubliette         | 13. Feb. 2015        | 17. Feb. 2015                         | Grant Harvey        | Leigh Dana Jackson                      |
| 19         | 6         | Verbotene Früchte | M. Domestica      | 20. Feb. 2015        | 24. Feb. 2015                         | Grant Harvey        | Javier Grillo-Marxuach                  |
| 20         | 7         | Fremdbestäubung   | Cross-Pollination | 27. Feb. 2015        | 3. März 2015                          | Steven A.Anderson   | Ardia Lang                              |
| 21         | 8         | Gehet in Frieden  | Vade in Pace      | 6. März 2015         | 10. März 2015                         | Steven A.Anderson   | Bobak Esfarjani                         |
| 22         | 9         | Ektogenese        | Ectogenesis       | 13. März 2015        | 17. März 2015                         | Jeremiah S. Chechik | Timothy J. Lea                          |
| 23         | 10        | Mutter            | Mother            | 20. März 2015        | 24. März 2015                         | Jeremiah S. Chechik | Tiffany Greshler                        |
| 24         | 11        | Plan B            | Plan B            | 27. März 2015        | 31. März 2015                         | Jeff Renfroe        | Leigh Dana Jackson & Adria Lang         |
| 25         | 12        | Der Aszendent     | The Ascendant     | 3. Apr. 2015         | 7. Apr. 2015                          | Jeff Renfroe        | Javier Grillo-Marxuach & David Goldblum |
| 26         | 13        | Schöne neue Welt  | O Brave New World | 10. Apr. 2015        | 14. Apr. 2015                         | Steven A. Adelson   | Steven Maeda & Tiffany Greschler        |